# 소를리의 사트르

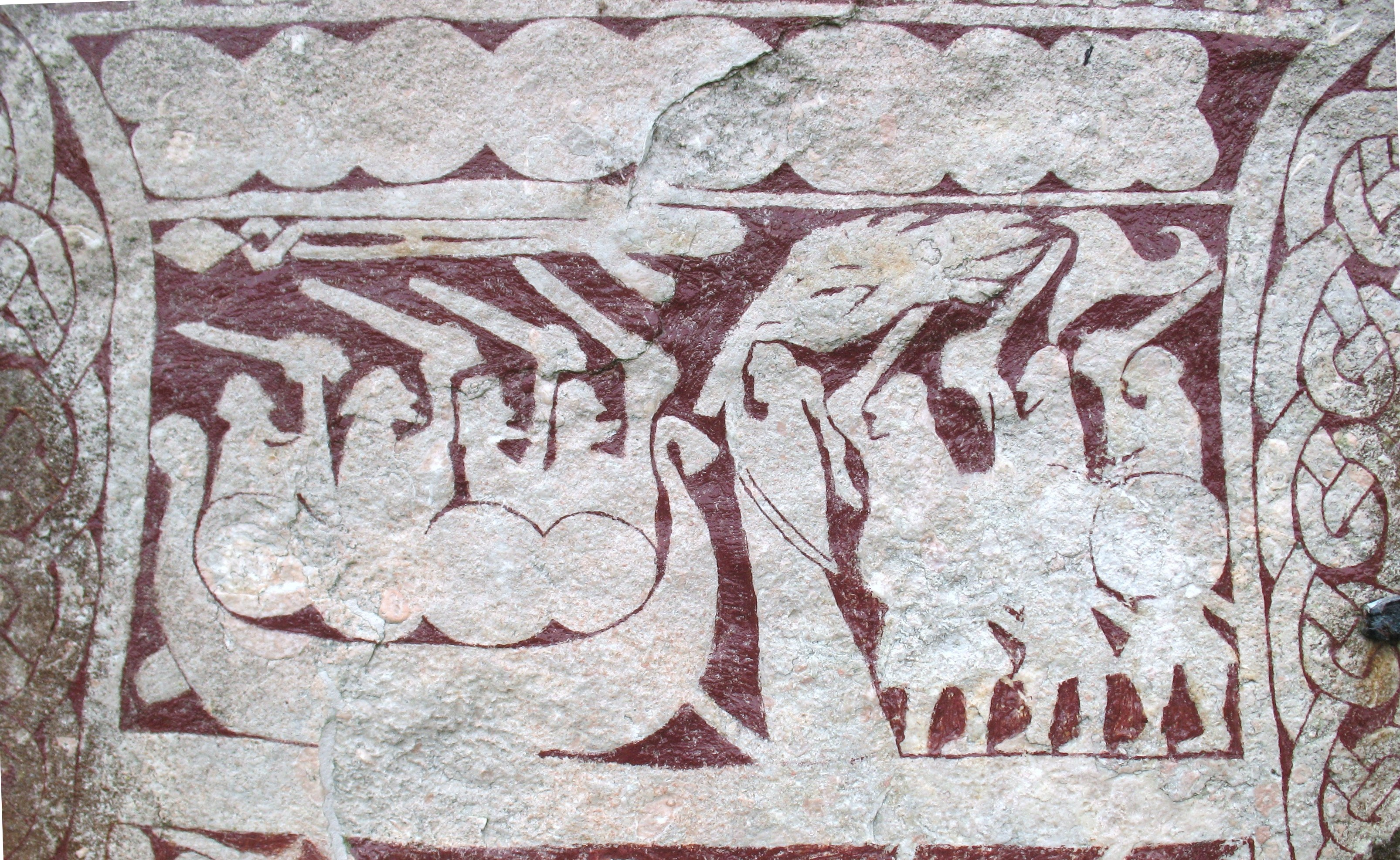

소를리의 사트르(고대 노르드어: Sǫrla þáttr) 또는 헤딘과 호그니의 사가(고대 노르드어: Heðins saga ok Hǫgna 헤딘스 사가 오크 호그나)는 평평한 섬의 서 필사본에 수록된 판본의 트뤼그비의 아들 올라프의 최대의 사가에 나오는 짧은 이야기(사트르)다. 이 필사본은 14세기에 욘 토르드손과 마그누스 토르할손이라는 두 기독교 사제가 채록했다.
사트르의 배경은 데인인의 왕 프로디가 죽고 24년 뒤, 9세기-10세기 사이다. 그 내용은 프레이야가 어떻게 드베르그들로부터 목걸이를 얻었는지, 또 그럼으로 인해 피비린내 나는 전쟁이 벌어지게 되었는지, 그리고 올라프 트뤼그바손(노르웨이의 올라프 1세)이 어떻게 다시 평화를 가져왔는지를 망라하고 있다.

## 줄거리
이야기는 "아시알란드(Asialand)"라는 나라에서 시작된다. 아시알란드의 왕은 오딘이며, 뇨르드의 딸 프레이야는 오딘의 첩으로 오딘의 많은 총애를 받았다.
드베르그 네 명(알프리그, 드발린, 베를링그, 그레르)이 있었는데, 드베르그였던 그들은 천성적으로 솜씨졶은 장인이었으며, 커다란 바위 속에서 살았다. 그 옛날에는 드베르그들이 오늘날보다 사람들과 더 어울려 지냈다고 한다.
어느 날, 프레이야는 드베르그들이 아름다운 경식을 만드는 것을 보고, 그들에게 금은을 줄테니 팔라고 제안했다. 하지만 드베르그들은 그녀에게 자신들과 돌아가며 잠자리를 같이해 주어야지만 경식을 줄 것이라고 했다. 프레이야는 이를 승낙하여 드베르그들과 4일 밤을 동침하고 아름다운 경식을 착용한 채 돌아왔다.
그리고 로키가 소개되는데, 로키는 파르바우티와 라우페위의 아들로, 워낙 홀쭉했기에 "바늘"이라는 별명으로 불렸다. 로키는 다양한 정보를 물어다 줬기에 오딘과 매우 친했다.
로키가 오딘에게 프레이야의 경식 얘기를 하자 오딘은 그에게 경식을 빼앗아 돌려주지 말라고 했다. 그래서 로키는 파리로 둔갑해 프레이야의 그릇 속에 숨었다가, 프레이야가 자고 있을 때 등으로 올라간 뒤 벼룩으로 둔갑하여 피를 빨았다. 이에 가려워진 프레이야가 경식을 풀자 로키는 경식을 낚아채 도망갔다. 그리고 오딘에게 가서 경식을 건네주었다.
잠에서 깬 프레이야는 오딘이 경식을 가진 것을 보고 돌려달라고 했다. 오딘은 프레이야가 이 경식을 어떻게 얻은 것인지 다 알고 있다면서, 두 왕과 스무 제후왕들이 매일 싸움을 벌여 죽고 다시 살아나도록 주문을 걸고, 나중에 기독교도 군주가 와서 그들을 모두 무찌를 때까지 무한히 반복되게 만드는 것을 조건으로 경식을 돌려주겠다고 했다. 프레이야는 그렇게 하겠다고 하고 경식을 돌려받았다.
에를링그(Erlingr)는 오플란드의 왕으로, 왕비와의 사이에 소를리(Sǫrli)와 에를렌드(Erlendr)라는 왕자들을 두었다. 소를리와 에를렌드는 나이가 차자 바이킹 원정을 다녔는데, 그 도중 엘파르스케르(오늘날의 예테보리 앞바다의 군도)에서 하키의 손자 신드리 스베이기손과 맞붙어 싸웠다. 싸움의 결과 신드리와 에를렌드가 죽었고, 소를리는 발트해 쪽으로 가면서 노략질을 계속했다.
당시 데인인의 왕 할프단은 흐로이스켈다(Hróiskelda, 로스킬레)에 살았고 흐베드나(Hvedna)와 결혼했다. 할프단과 흐베드나는 호그니(Hǫgni)와 하콘(Hakon)이라는 아들들을 두었고 이 두 왕자는 대단한 전사들이었다.
덴마크를 지나던 소를리는 거대한 랑스킵을 보았다. 할프단 왕이 그 랑스킵에 탑승하려 하고 있었는데, 소를리는 할프단을 죽이고 좋은 배를 빼앗기로 했다. 사령관 세바르(Sævar)가 호그니와 하콘의 존재를 경고했지만 소를리는 할프단을 공격했고, 할프단은 영웅적으로 싸우다 죽었다. 그리고 소를리는 할프단의 배를 타고 항해를 계속했다.
그러다 소를리는 호그니가 원정에서 돌아와 오덴세에 정박하고 있다는 소식을 듣고 그리로 가서 자기가 호그니의 아버지를 죽였음을 알리고 복수의 기회를 주겠다며 싸움을 걸었다. 그 결과 세바르와 에를링그가 죽었고, 소를리도 쓰러졌다. 하지만 호그니는 소를리를 치료해 주었고 둘은 의형제를 맺기로 했다.
소를리가 동쪽에서 죽자 그 소식을 들은 호그니가 동쪽으로 가서 많은 전투에서 이기고 마침내 스무 제후왕을 거느린 왕이 되었다. 호그니는 핀란드에서 파리에 이르기까지 유명해졌다.
세르클란드의 왕은 햐란디(Hjarandi)였는데, 헤딘(Hedinn)이라는 아들을 두었다. 헤딘은 강대한 세코눙그로, 지중해를 노략질하면서 스무 왕들에게 공물을 받았다. 어느날 헤딘은 한 아름다운 여자가 의자에 앉은 것을 보았다. 여자의 이름은 곤둘이라고 했다. 곤둘은 호그니에 대해 알려 주면서 헤딘의 힘이 더욱 북쪽에 이를 수 있다고 충동질했다. 헤딘은 병사 300 명을 뽑아서 여름과 겨울을 한 번씩 지나며 봄에 덴마크에 도착했다.
헤딘과 호그니는 서로의 실력을 겨루어 보고 의형제를 맺었다. 헤딘이 미혼이었기에 호그니는 외동딸 힐드(Hildr)와 헤딘의 결혼을 주선했다. 힐드의 어머니는 헤르보르(Hervor)로, 헤르보르와 헤이드레크의 사가에 나오는 헤이드레크 울프함의 아들 효르바르드의 딸이다. 헤딘은 얼마 뒤 곤둘을 다시 만나게 되었고, 곤둘은 헤딘에게 마술 물약을 주면서 호그니의 처를 배의 이물로 치여 죽이고 힐드를 납치하라고 했다. 헤딘은 그렇게 했고, 곤둘을 다시 만났다. 곤둘은 헤딘에게 또다른 물약을 주었고 그것을 마신 헤딘은 잠에 빠졌다. 꿈속에서 헤딘은 곤둘에게 그녀가 오딘의 뜻에 따라 헤딘과 호그니에게 주문을 걸었음을 듣게 되었다.
호그니는 헤딘을 추적하여 호이 섬에서 그를 발견했다. 헤딘은 호그니에게 자신의 모든 재산을 넘겨주고 세르클란드로 돌아가 다시 돌아오지 않겠다고 했다. 하지만 호그니는 그 무엇도 헤딘의 배신에 대한 배상이 될 수 없다고 선언했다.
호그니의 군대와 헤딘의 군대는 싸우기 시작했으나 아무리 베고 베어도 아무도 죽지 않아 이후 143년간 계속 싸웠다. 그러다 올라프 트뤼그바손이 호이 섬에 도착했다.
올라프와 그 선원들은 호이 섬에 갔다가 돌아오지 못한 사람들의 수를 듣고 신경이 쓰였다. 그래서 이바르(Ivar)가 토르스테인(Thorstein)에게 받은 검을 들고 호이 섬으로 가 보았다. 이바르는 거기서 슬픈 표정을 짓고 있는 피투성이의 남자를 발견했다. 그 남자는 헤딘이었다. 헤딘은 이바르에게 자신들의 저주에 대해 말해 주었다. 헤딘은 그들의 저주를 끝내기 위해서는 기독교도 군대가 와서 그들을 모두 죽여줘야 한다고 했다. 그러면서 헤딘은 이바르에게 호그니가 에기스햘므(ægishjálmr, "공포의 투구")를 쓰고 있기 때문에 호그니를 직접 쳐다봐서는 안 된다고 충고했다. 그러면서 헤딘이 호그니와 앞에서 싸우는 와중에 이바르가 호그니를 뒤에서 죽이라고 했다. 이바르는 그렇게 했고, 헤딘과 호그니의 군대를 모두 죽이고 마지막에 헤딘을 죽였다. 이바르는 힐드를 보러 가 보았만 힐드는 사라졌다.
이바르는 아침이 되어 올라프 왕에게 돌아가 모든 이야기를 보고했다. 올라프와 여러 사람들이 전장으로 가 보았지만 모든 것이 사라져 있었다. 다만 이바르의 칼에 묻은 피만이 유일하게 사건을 증거했다.

## 참고 자료
- Lindow, John (2002). Norse Mythology: A Guide to the Gods, Heroes, Rituals, and Beliefs. Oxford University Press. ISBN 0-19-515382-0
- Thorpe, Benjamin (Trans.) (1866) The Elder Edda of Saemund Sigfusson. Norrœna Society.